# 山田宗樹
山田 宗樹（やまだ むねき、1965年11月2日 -）は、日本の小説家。愛知県犬山市出身。愛知県立丹羽高等学校卒業。筑波大学大学院農学研究科修士課程修了。
製薬会社で農薬の研究開発に従事した後、『直線の死角』で第18回横溝正史ミステリ大賞を受賞し作家デビュー。運命に翻弄される女性を題材にした『嫌われ松子の一生』（2003年、幻冬舎刊）が2006年に映画、ドラマ化されて大ヒットとなり、2007年3月には『黒い春』（2005年、幻冬舎文庫刊）がWOWOWのドラマW枠でドラマ化された。

## 文学賞受賞・候補歴
- 1998年 - 『直線の死角』で第18回横溝正史ミステリ大賞受賞[3]。
- 2012年 - 『百年法』で第3回山田風太郎賞候補[4]。
- 2013年 - 『百年法』で第66回日本推理作家協会賞（長編および連作短編集部門）受賞、第10回本屋大賞第9位[5]、第26回山本周五郎賞候補。
- 2016年 - 『代体』 で第7回山田風太郎賞候補[6]。

## 著作

### 単行本
- 直線の死角（1998年5月 角川書店 / 2003年5月 角川文庫）
- 死者の鼓動（1999年3月 角川書店 / 2010年10月 幻冬舎文庫）
- 黒い春（2000年3月 角川書店 / 2005年10月 幻冬舎文庫）
- 嫌われ松子の一生（2003年2月 幻冬舎 同年6月 新書判 / 2004年8月、新版2023年7月 幻冬舎文庫 上・下）
- 天使の代理人（2004年5月 幻冬舎 / 2006年4月 幻冬舎文庫 上・下）
- 聖者は海に還る（2005年3月 幻冬舎 / 2008年4月 幻冬舎文庫）
- ゴールデンタイム―続・嫌われ松子の一生（2006年5月 幻冬舎 / 2008年10月 幻冬舎文庫）
- ランチブッフェ（2006年7月 小学館）/ ミレニアム・レター（2020年3月 文春文庫）
収録作品：二通の手紙 / 混入 / ランチブッフェ / 電脳蜃気楼 / やくそく / やまの子
- ジバク（2008年2月 幻冬舎 / 2010年4月 幻冬舎文庫）
- 人は、永遠に輝く星にはなれない（2008年6月 小学館 / 2011年2月 小学館文庫）
- 魔欲（2009年4月 角川書店 / 2012年7月 角川文庫）
- 乱心タウン（2010年3月 幻冬舎 / 2012年10月 幻冬舎文庫）
- 百年法（各：上・下、2012年7月 角川書店 / 2015年3月 角川文庫）
- いよう!（2013年2月 ポプラ社）/ グッバイ マイヒーロー（2022年5月 ハルキ文庫）
- ギフテッド（2014年8月 幻冬舎 / 2016年8月 幻冬舎文庫）
- 代体（2016年5月 KADOKAWA / 2018年5月 角川文庫）
- きっと誰かが祈ってる（2017年9月 幻冬舎 / 2019年12月 幻冬舎文庫）
- 人類滅亡小説（2018年9月 幻冬舎 / 2020年10月 幻冬舎文庫）
- シグナル（2020年10月 KADOKAWA / 2022年11月 角川文庫）
- 存在しない時間の中で（2021年8月 角川春樹事務所 / 2023年3月 ハルキ文庫）
- ヘルメス（2023年8月 中央公論新社）

### アンソロジー
「」内が山田宗樹の作品
- さむけ（1999年4月 祥伝社文庫）「蟷螂の気持ち」

## 映像化作品

### テレビドラマ
- 直線の死角（1998年12月21日、TBS系「月曜ドラマスペシャル」枠で放送、主演：渡辺謙）
- 嫌われ松子の一生（2006年10月12日 - 12月21日、全11話、TBS系、主演：内山理名）
- 黒い春（2007年3月21日、WOWOW「ドラマW」枠で放送、主演：高嶋政伸）
- 天使の代理人（2010年9月6日 - 10月29日、全39話、フジテレビ系、主演：高畑淳子）

### 映画
- 嫌われ松子の一生（2006年5月27日公開、配給：東宝、監督：中島哲也、主演：中谷美紀）